# Леви делла Вида, Джорджо
Джорджо Леви делла Вида (итал. Giorgio Levi Della Vida; 21.08.1886, Венеция — 25.12.1967, Рим) — итальянский лингвист, переводчик и историк-востоковед. Член Академии Линчеи (1947). Один из авторов второго издания фундаментальной «Энциклопедии ислама» (E.J. Brill).

## Биография
Родился в еврейской семье. Окончил Римский университет (1909). Затем участвовал в научно-исследовательских экспедициях в Каир, Афины и на Крит. В 1911 году вернулся в Рим, где сотрудничал с Леоне Каэтани. В 1914—1916 годах возглавлял кафедру арабского языка и литературы в Университете Востока в Неаполе. В годы Первой мировой войны служил переводчиком, дослужился до лейтенанта.
Затем до 1919 года работал в Туринском университете. С 1920 года — в Римском университете, профессор. Выступал в прессе. Подвергался нападению фашистов. В 1924 году стал президентом Национального союза либеральных и демократических сил. В 1932 году был вынужден оставить профессорство в университете.
В 1939 году бежал в США. В 1945 году вернулся в Италию, был восстановлен в своей должности в университете, где оставался до своей отставки в 1959 году.

## Награды и признание
Членкор Американской академии медиевистики (1934) и Академии Линчеи (1947).